# Покора, Роман Михайлович
Рома́н Миха́йлович Поко́ра (укр. Роман Михайлович Покора; 22 февраля 1948, Зборов, Тернопольская область — 8 марта 2021, Львов) — советский футболист, советский и украинский футбольный тренер. Мастер спорта СССР (1969).

## Достижения

### Игрок
«Карпаты»
Покора выступал за Карпаты в течение семи лет (1966—1973), забив 11 голов в 191 матче за клуб. В 1969 году игрок выиграл Кубок СССР в составе зелено-белых.
Завершив карьеру футболиста, Покора тренировал Волынь, Александрию, Скалу, Полесье, виницкую Ниву, Николаев, Энергетик и Гелиос.
- Обладатель Кубка СССР: 1969
- Победитель первой группы «А» (первой лиги) СССР: 1970 (выход в высшую лигу)

### Тренер
«Полиграфтехника»
- 3-е место в первой лиге Украины: 2000/01 (выход в высшую лигу)

«Симург»
- Бронзовый призёр чемпионата Азербайджана: 2008/09

## Родственники
Покора Владимир Романович — сын Романа Михайловича Похора, также стал футболистом.